# Monosyntaxis bipunctata
Monosyntaxis bipunctata là một loài bướm đêm thuộc phân họ Arctiinae, họ Erebidae.